# Selago anatrichota
Selago anatrichota är en flenörtsväxtart som beskrevs av O.M. Hilliard. Selago anatrichota ingår i släktet Selago och familjen flenörtsväxter. Inga underarter finns listade i Catalogue of Life.